# Belagerung von Akkon (1104)
Die Belagerung von Akkon ereignete sich im Mai 1104. Ihr erfolgreicher Ausgang – nach einem im Jahr davor fehlgeschlagenen Eroberungsversuch – war für die Konsolidierung des erst wenige Jahre zuvor gegründeten Königreichs Jerusalem von großer Bedeutung. Mit Hilfe einer genuesischen Flotte hatte König Balduin I. (reg. 1100–1118) die Übergabe der wichtigen Hafenstadt nach einer nur 20 Tage dauernden Belagerung erzwungen. Obwohl allen Verteidigern und Einwohnern, welche die Stadt verlassen wollten, vom König freier Abzug unter Mitnahme ihrer beweglichen Güter zugesichert worden war, waren viele von ihnen beim Ausmarsch aus der Stadt von den Kreuzfahrern massakriert worden. Im Anschluss daran hatten die Kreuzfahrer auch die Stadt selbst geplündert.

## Ausgangslage
Nach der erfolgreichen Belagerung von Jerusalem (1099) waren die Kreuzfahrer aufgrund strategischer und ökonomischer Notwendigkeiten gezwungen, ihr Hauptinteresse auf die Eroberung und Sicherung der Küstenstädte der Levante und ihres Hinterlandes zu richten. Nur ein Bruchteil des späteren Territoriums des Königreiches Jerusalem stand zu dieser Zeit unter ihrer tatsächlichen Kontrolle. Jerusalem, die Hauptstadt des Königreichs, hatte nur durch einen schmalen, über Ramla und Lydda nach Jaffa verlaufenden Korridor Zugang zum Meer. Wie die meisten anderen Landesteile war aber auch dieser nur mit entsprechender militärischer Bedeckung einigermaßen gefahrlos zu passieren.
Überfalltrupps aus den immer noch von den ägyptischen Fatimiden gehaltenen Städten, muslimische Flüchtlinge, die sich in den Bergen verschanzt hatten, und Beduinen aus der Wüste streiften überall umher und stellten eine permanente Gefahr für die Handels- und Nachschubwege dar; die in den muslimischen Küstenstädten stationierten Schiffe wiederum bedrohten die Seeverbindungen und unterbanden oder störten so den Nachschub an Menschen und Material aus dem Westen, der für das politisch-militärische Überleben des Königreichs unerlässlich war.
Aufgrund des frühen Todes Gottfrieds von Bouillon (reg. 1099–1100), des ersten Herrschers des Königreichs Jerusalem, blieb die Lösung dieser Probleme seinem Nachfolger, König Balduin I., vorbehalten. Obwohl er über keine Seestreitkräfte verfügte und auch seine Landstreitkräfte äußerst gering waren, betrieb der neue Herrscher zur Sicherung seines Reiches von Anfang an eine energische Eroberungspolitik und entriss den Muslimen bereits 1101 Arsuf und Caesarea. Danach galt es die von Ägypten aus geführten Gegenoffensiven der Fatimiden abzuwehren, was zu den beiden Schlachten von Ramla im September 1101 und im Mai 1102 führte. Aber erst nachdem die Fatimiden Ende Mai 1102 in der Schlacht bei Jaffa eine entscheidende Niederlage erlitten hatten und auch ihr vorläufig letzter Feldzug im darauf folgenden Jahr erfolglos geblieben war, konnte König Balduin I. seine Offensive zur Eroberung der Küstenstädte wieder aufnehmen.

## 1103: Erste Belagerung Akkons
Balduins nächstes Eroberungsziel war Akkon. Im Frühjahr 1103 begann er mit der Belagerung der Stadt, die auf einer Landzunge am nördlichen Rand der Bucht von Haifa liegt. Dabei wurde er von den noch verbliebenen Mannschaften und Passagieren jener Pilgerflotte, deren Erscheinen im Vorjahr entscheidend zum Sieg in der Schlacht bei Jaffa beigetragen hatte, unterstützt.

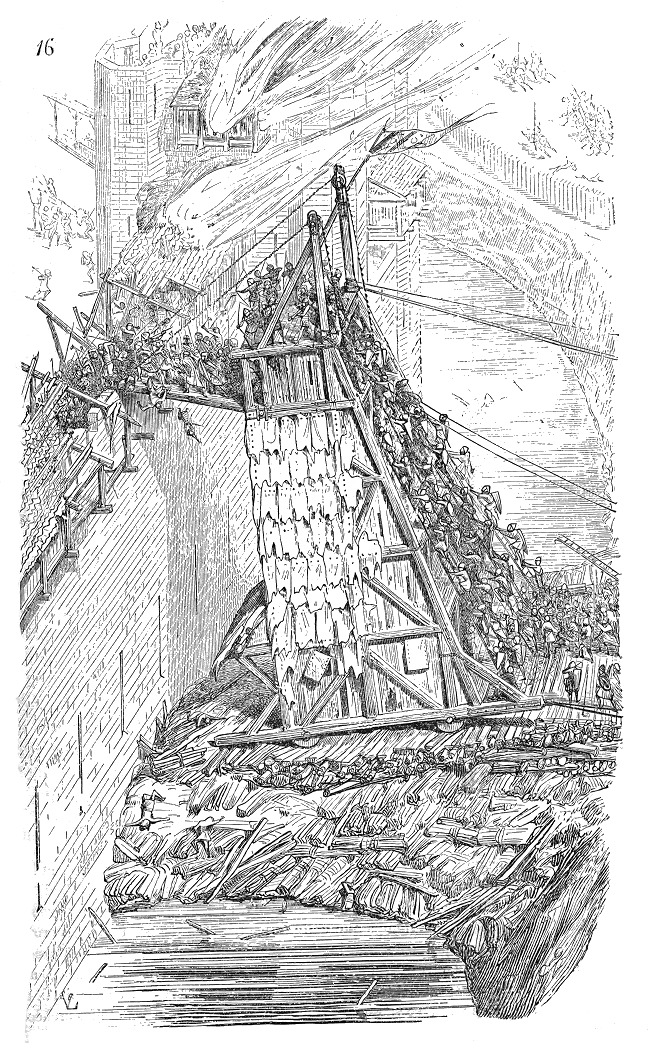
Ein Belagerungsturm im Einsatz; französische Darstellung des 19. Jahrhunderts

Die Belagerer, deren Stärke etwa 5.000 Mann betragen haben soll, brachten Katapulte und einen Belagerungsturm in Stellung, was die Verteidiger nach einiger Zeit hinhaltenden Kampfes schließlich dazu veranlasste, Verhandlungen über die Bedingungen der Übergabe aufzunehmen. Doch kurz vor der Übergabe Akkons liefen 12 aus Tyrus und Sidon kommende muslimische Galeeren und ein großes Transportschiff mit Mannschaften und Kriegsmaterial in den Hafen der Stadt ein. Diese Verstärkung fachte den Kampfeswillen der Belagerten neu an. Bei einem Ausfall gelang es ihnen nicht nur, mehrere der Belagerungsmaschinen, sondern auch den Belagerungsturm der Kreuzfahrer zu beschädigen. König Balduin I. entschloss sich daraufhin zum Abbruch der Belagerung. Die verbliebenen Belagerungsgeräte wurden von den abziehenden Kreuzfahrern zerstört – und ebenso ein Großteil der Obstgärten Akkons.
Nach dem Fehlschlag vor Akkon unternahm König Balduin noch einen Vorstoß ins Gebirge Karmel, um es von den Räuberbanden zu säubern, die von dort aus immer noch die Verkehrswege rund um Haifa unsicher machten. Hier wurde er bei einem Scharmützel verwundet, woraufhin auch dieses Unternehmen vorzeitig beendet werden musste.

## 1104: Zweite Belagerung Akkons
Im Mai 1104 lief eine genuesische Flotte von angeblich 70 Schiffen in Haifa ein. Diese hatten zuvor Raimund von Toulouse († 1105) bei der Eroberung von Byblos (arabisch: Dschebail; von den Kreuzfahrern Gibelet genannt) unterstützt. Balduin erkannte die Möglichkeit, die sich ihm bot, und trat mit den Genuesen in Verhandlungen ein, die damit endeten, dass diese sich bereit erklärten ihn zu unterstützen, wenn sie nach der Einnahme Akkons ein Drittel der Beute, Handelsprivilegien und eine Niederlassung im Geschäftsviertel der Stadt erhalten würden.
Am 6. Mai 1104 begannen die Verbündeten mit der Belagerung Akkons. Balduins Armee schloss die Stadt von der Landseite her ein, die genuesische Flotte blockierte die Seeseite. Die Garnison Akkons leistete zunächst erbitterten Widerstand, angesichts der ausbleibenden Hilfe aus Ägypten entschied sich der fatimidische Statthalter Akkons, der Mamelucke Bena (auch: Banna), besser bekannt als Zahr ad-Daulah el-Dschuyuschi (Transliteration: Bannā bzw. Zahr ad-Daula al-Ǧujūši), dann jedoch dafür, mit den Belagerern über die Übergabe zu verhandeln.
Unter der Bedingung, dass allen Bewohnern, welche Akkon verlassen wollten, das mitsamt ihrem beweglichen Hab und Gut gestattet würde, die übrigen aber als fränkische Untertanen bleiben könnten, wurde die Stadt schließlich 20 Tage nach Beginn der Belagerung an die Kreuzfahrer übergeben. „Als nun die … Genuesen sahen, wie [die Muslime] mit all ihrem Hausgerät auszogen und ihre … Schätze mit sich schleppten, wurden sie von Geiz und Habsucht verblendet …, … brachen … in die Stadt ein, erschlugen die Bürger und raubten ihnen Gold, Silber, Purpurstoffe und andere Kostbarkeiten.“ Wie der Chronist Albert von Aachen weiter berichtet, wurde nun auch „[d]as fränkische Volk“, das heißt die Männer der königlichen Armee, „von der Flamme der Habsucht erfaßt“ und beteiligte sich an der Plünderungsorgie, die ungefähr 4.000 Bewohner und Verteidiger Akkons das Leben gekostet haben soll.

## Bedeutung

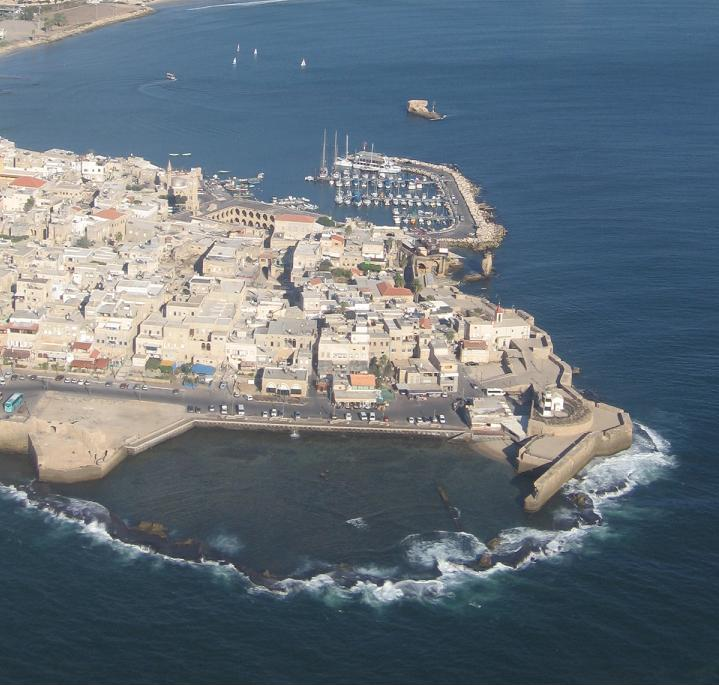
Für das Königreich Jerusalem ungemein wichtig – der Hafen von Akkon (hier in einer aktuellen Luftbildaufnahme von Westen aus betrachtet, man sieht den dem offenen Meer abgewandten Hafen auf der Ostseite der Stadt)

Akkon wurde schon bald nach seiner Eroberung zum wichtigsten Handelszentrum und Haupthafen des Königreichs Jerusalem. Mit Akkon, das stark befestigt wurde, besaß das Königreich nun einen bei jedem Wetter sicheren Hafen. Jaffa lag zwar wesentlich näher bei Jerusalem, war aber nur eine offene Reede und für große Schiffe zu seicht. Passagiere und Ladungen konnten hier nur mit Hilfe von kleinen Fährbooten an Land gebracht bzw. gelöscht werden, was bei stürmischer See ein besonders gefährliches Unterfangen war. Haifas Reede war zwar tiefer und durch den Karmel auch gegen Süd- und Westwinde geschützt, dafür aber den Nordwinden besonders stark ausgesetzt.
Nach dem Beinahe-Untergang des Königreichs Jerusalem infolge der verheerenden Niederlage der Kreuzfahrer in der Schlacht bei Hattin (3.–4. Juli 1187) nahm die Bedeutung Akkons weiter zu. Die Stadt, die bereits am 10. Juli den Muslimen übergeben worden war, wurde nun „zum Angelpunkt der christlichen Gegenstrategie“, die das Ziel verfolgte, Jerusalem, das am 2. Oktober 1187 an die Muslime gefallen war, zurückzuerobern und das territorial stark geschrumpfte Königreich möglichst wiederherzustellen. Nach einer außergewöhnlich langen Belagerung wurde Akkon im Verlauf des Dritten Kreuzzugs im Juli 1191 von den Christen zurückerobert. Die Wiedergewinnung der für den Nachschub aus Europa ungemein wichtigen Hafenstadt trug auch wesentlich dazu bei, dass das Königreich Jerusalem – trotz seines in der Folgezeit ständig kleiner werdenden Territoriums – noch 100 Jahre lang weiterbestehen konnte.